# ガルドラボーク
『ガルドラボーク』（Galdrabók、アイスランド語で「魔術の書」）は1600年頃のものと推定されるアイスランドの呪術書である。本書は47のまじないを収録した小さな手稿本である。
17世紀のアイスランドでは多くの人が呪術師として処刑され、多数の呪術書が燃やされた。アイスランドの魔女裁判記録の統計によれば女性よりも男性が多く裁判にかけられており、呪術書や呪術的シンボルを描いたものを所持していた男性がそのかなりの割合を占めていたと考えられている。その時代のアイスランドの、知られる限り唯一の現存する呪術書が本書である。
このグリモワールは四人の別々の人物によって編まれており、編集はおそらく16世紀末に始まり、17世紀中葉まで続いた。最初の三人の筆記者はアイスランド人で、四人目はアイスランド語の文献から学んだデンマーク系の人物であった。本書を構成するさまざまなまじないはラテン語とルーン文字を素材としており、さらに、en:Icelandic magical staves （ガルドルと呼ばれるアイスランド呪術特有の、ルーンを組み合わせたような呪術的シンボル）、キリスト教的存在やデーモンや北欧の神々への祈願、薬草や呪術的物品の使用についての教示も記されている。いくつかのまじないは防護的なもので、出産、頭痛、不眠、前にかけた呪文、疫病、海での苦難や遭難といった厄介事にともなう問題に対抗することを意図している。他のまじないは、怖がらせる、動物を殺す、盗人を発見する、誰かを眠らせる、屁を催させる、女性を魅了することを目的としている。
以下は放屁を促す呪文の一部である。

…大きなる便と突き刺す痛みもてなんじの腹を悩ませんとするものよ、はなはだ大きなる屁もてなんじの腹を苦しめんこれらすべてのものよ。なんじが骨のバラバラとなりて、なんじがはらわたのはち切れ、昼も夜もなんじが屁の止まらざらんことを。なんじ、万神に捕らわれし魔神ロキのごと弱々しくならんことを。おんみの強大なる御名において、主なる神、御霊、作り主、オーディン、トール、救い主、フレイ、フレイヤ、オペル、サタン、ベルゼブブ、助け主、全能の神よ…

このように本書は、アイスランドの中世より民間に伝わっていた多神教的伝承と、黒本とも称される大陸ヨーロッパのグリモワール群に由来する要素との混交を示している。
本書は1921年に Natan Lindqvist によって原典版にスウェーデン語訳を添えて出版された。英語訳は1989年にスティーブン・フラワーズによって出版され、1992年には Matthías Viðar Sæmundsson による詳細な解説付きのファクシミリ版が出版された。